# Paterna de Rivera
Paterna de Rivera település Spanyolországban, Cádiz tartományban. Paterna de Rivera Medina-Sidonia, Jerez de la Frontera és Alcalá de los Gazules községekkel határos. Lakosainak száma 5505 fő (2024).

## Népesség
A település népessége az utóbbi években az alábbiak szerint változott:
| Lakosok száma | 5198 | 5313 | 5443 | 5610 | 5653 | 5609 | 5570 | 5470 | 5470 | 5505 |
|               | 2001 | 2004 | 2006 | 2009 | 2011 | 2014 | 2016 | 2019 | 2021 | 2024 |